# Entephria ruficinctata
Entephria ruficinctata är en fjärilsart som beskrevs av Achille Guenée 1858. Entephria ruficinctata ingår i släktet Entephria och familjen mätare. Inga underarter finns listade i Catalogue of Life.